# 1832 en Grèce
Chronologie de la Grèce
- 1828
- 1829
- 1830
- 1831
- 1832
- 1833
- 1834
- 1835
- 1836

Cette page concerne les évènements survenus en 1832 en Grèce  :

## Événement
- Entrée en vigueur du royaume de Grèce et de la monarchie de Grèce (el).
- Constitution grecque de 1832 qui suit l'assassinat d'Ioánnis Kapodístrias. Elle rappelle fortement celle américaine et n'entre jamais en vigueur ; elle est qualifiée d'hégémonique car elle prévoit un chef d'État héréditaire.
- février : traité de Constantinople
- mai : traité de Londres
- juillet-août : cinquième Assemblée nationale grecque

## Création
- Bibliothèque nationale de Grèce
- Comité administratif de la Grèce (el)
- Ligne Arta-Vólos (el), également appelée Ligne Ambracique-Pagasétique (en grec moderne : Γραμμή Αμβρακικού - Παγασητικού)

## Dissolution
- Ligne Aspropotamos–Spercheios
- Phénix (monnaie grecque)
- Première République

## Naissance
- Anthème VII de Constantinople, patriarche de Constantinople.
- Nikólaos Koneménos (el), poète, écrivain et collectionneur.
- Néophyte VIII de Constantinople, patriarche de Constantinople.
- Charílaos Trikoúpis, Premier ministre à sept reprises.

## Décès
- Adélé Hassan Alili, esclave turque.
- Dimítrios Ypsilántis, président du parlement.
- Geórgios Fléssas d'Elias (el), combattant durant la guerre d'indépendance.